# BSC München (Fußballverein)
Der BSC München (offiziell: Münchener Ballspielclub von 1920 e.V.) war ein Sportverein aus München. Die erste Fußballmannschaft nahm fünfmal an der deutschen Meisterschaft des Arbeiter-Turn- und Sportbund (ATSB) teil. Er ist nicht zu verwechseln mit dem Wintersportverein BSC München.

## Geschichte
Der Verein wurde im Jahre 1920 gegründet. Spielstätte war die Theresienwiese unterhalb der Bavaria. Insgesamt fünfmal qualifizierten sich die Münchener als bayerischer Meister für die Endrunde um die deutsche ATSB-Meisterschaft. Die erste Teilnahme war 1922, als der BSC nach einem 3:1-Sieg über den TB Vaihingen im süddeutschen Finale mit 1:3 am ATSV Rheinau scheiterte. Ein Jahr später nahmen die Münchener im süddeutschen Finale zwar mit einem 3:2-Sieg erfolgreich Revanche. Rheinau legte Protest gegen die Spielwertung wegen eines nicht gegebenen Elfmeter. Es wurde ein Wiederholungsspiel angesetzt, zu dem die Münchener nicht antraten. Daraufhin wurde Rheinau zum Sieger erklärt.
Nachdem der BSC 1925 und 1926 vorzeitig am TuS Nürnberg-West bzw. dem TSV St. Leonhard-Schweinau scheiterte, erreichten die Münchener bei ihrer letzten Teilnahme 1927 erneut das süddeutsche Endspiel. Hier unterlag die Mannschaft dem TuS Nürnberg-West mit 1:2. Nach der Machtübernahme der Nationalsozialisten im Jahre 1933 wurde der BSC München verboten. Im Jahre 1945 kam es zur Neugründung des Vereins, der drei Jahre später mit der SpVgg Sendling zum BSC Sendling fusionierte.